# 维尔德科格尔山麓布兰贝格
维尔德科格尔山麓布兰贝格是奥地利萨尔茨堡州滨湖采尔县的一个市镇。总面积117.19平方公里，总人口3922人，人口密度33.5人/平方公里（2005年）。